# Snowdenia polystachya
Snowdenia polystachya là một loài thực vật có hoa trong họ Hòa thảo. Loài này được (Fresen.) Pilg. miêu tả khoa học đầu tiên năm 1938.